# Kilikia Jerevan

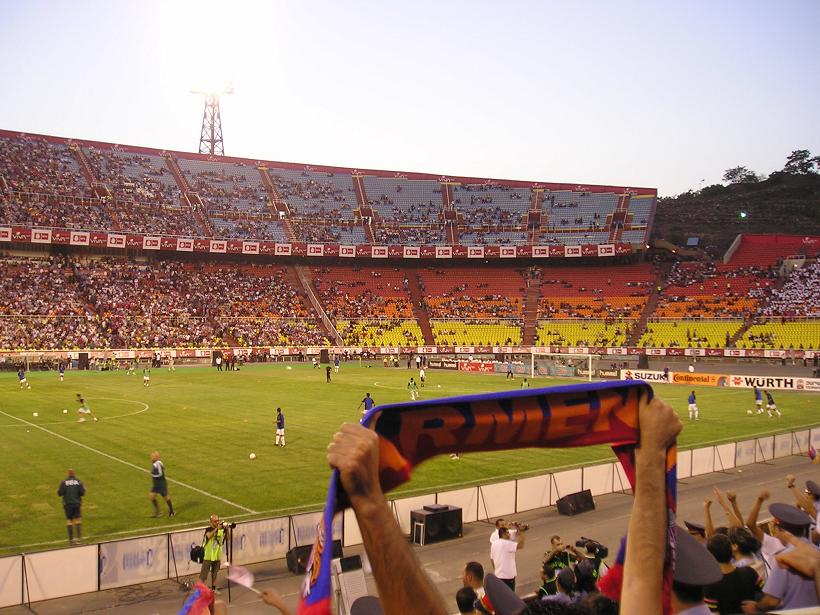
Hrazdanstadion

Kilikia Jerevan (Armeens: Կիլիկիա Ֆուտբոլային Ակումբ; Kilikia Futbolayin Akumb) was een Armeense voetbalclub uit de hoofdstad Jerevan.

## Geschiedenis
De club werd opgericht in 1992 en nam deel aan het allereerste kampioenschap van de Armeense competitie nadat het land onafhankelijk werd van de Sovjet-Unie. De club werd twaalfde en fuseerde na dit seizoen met FC Malatia, maar na één seizoen werd de fusie ongedaan gemaakt. In 1994 werd de club ontbonden. In 1997 werd de club heropgericht, maar speelde pas in 1999 opnieuw competitievoetbal. Na de financiële teloorgang van Pjoenik Jerevan nam de club die plaats in in de hoogste klasse. De club eindigde twee keer in de middenmoot. Na één wedstrijd in het seizoen 2001 trok de club zich terug uit de competitie omdat ze geen inschrijvingsgeld wilden betalen.
In 2003 kon de club wel weer promotie afdwingen en speelde tot 2010 in de hoogste klasse. Begin 2011 trok de club zich om financiële redenen teug voor de competitie en werd op 31 januari van dat jaar officieel door de bond uitgesloten. Hierna hield de club op te bestaan.

## Erelijst
Armeense Eerste Divisie: kampioen in 2003

## In Europa
- R = ronde
- PUC = punten UEFA coëfficiënten

| Seizoen | Competitie    | Ronde | Land             | Tegenstander      | Score    | PUC |
| ------- | ------------- | ----- | ---------------- | ----------------- | -------- | --- |
| 2006    | Intertoto Cup | 1R    | Vlag van Georgië | FC Dinamo Tbilisi | 1-5, 0-3 | 0.0 |

Totaal aantal punten voor UEFA coëfficiënten: 0.0